# Hotchkiss
Hotchkiss fu una azienda francese attiva come casa automobilistica dal 1904 al 1954 e attiva anche nel settore degli armamenti.

## Storia

### Benjamin Berkeley Hotchkiss
Benjamin Berkeley Hotchkiss (1826-1885) era un cittadino statunitense, che creò nel 1855 una casa di produzione di armi e munizioni. Subito prima della guerra franco-prussiana del 1870-1871, impiantò una filiale nel sud della Francia, a Viviez, vicino a Rodez. Ispirandosi all'insegna militare dell'« Ordnance Department » americano, scelse per stemma della sua ditta due cannoni incrociati sormontati da una bomba e da una fiamma. La nuova fabbrica di Saint-Denis (a nord di Parigi) fu inaugurata nel 1875. Benjamin depositò numerosi brevetti d'invenzione e quando morì nel 1885, la sua casa era prospera.

### Automobile

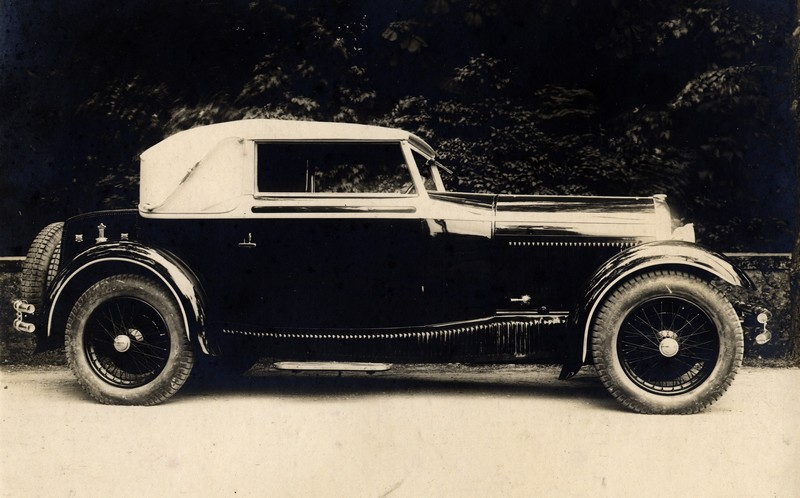
Hotchkiss Pourtout.

Nel 1902, mentre continuava le fabbricazioni militari, Hotchkiss si lanciò nella subfornitura di pezzi di ricambio per l'industria automobilistica, poi nel 1904 iniziò la produzione delle sue prime macchine, chassis-motore di 20CV. La typo E - quasi 18 litri di cilindrata - fu creata per le corse.
Nel 1937, Hotchkiss, che aveva comprato la casa automobilistica Amilcar, creò la Amilcar Compound, una interessante vettura il cui prototipo è stato studiato e sviluppato dall'ingegnere J-A Grégoire con il sostegno dell'Aluminium Français. Macchina moderna (trazione anteriore, ruote indipendenti, telaio fatto di lega leggera...), costava molto di più delle sue concorrenti e non poté imporsi sul mercato.
Durante la seconda guerra mondiale, la produzione automobilistica fu sospesa. Peugeot entrò nel capitale di Hotchkiss. Dopo la guerra, Hotchkiss riprese piano la sua attività modernizzando la 13 CV e la 20 CV. Per il Salon de l'automobile di Parigi nel 1950, questi due modelli furono sostituiti dall'Anjou, stessa meccanica ma carrozzeria nuova.

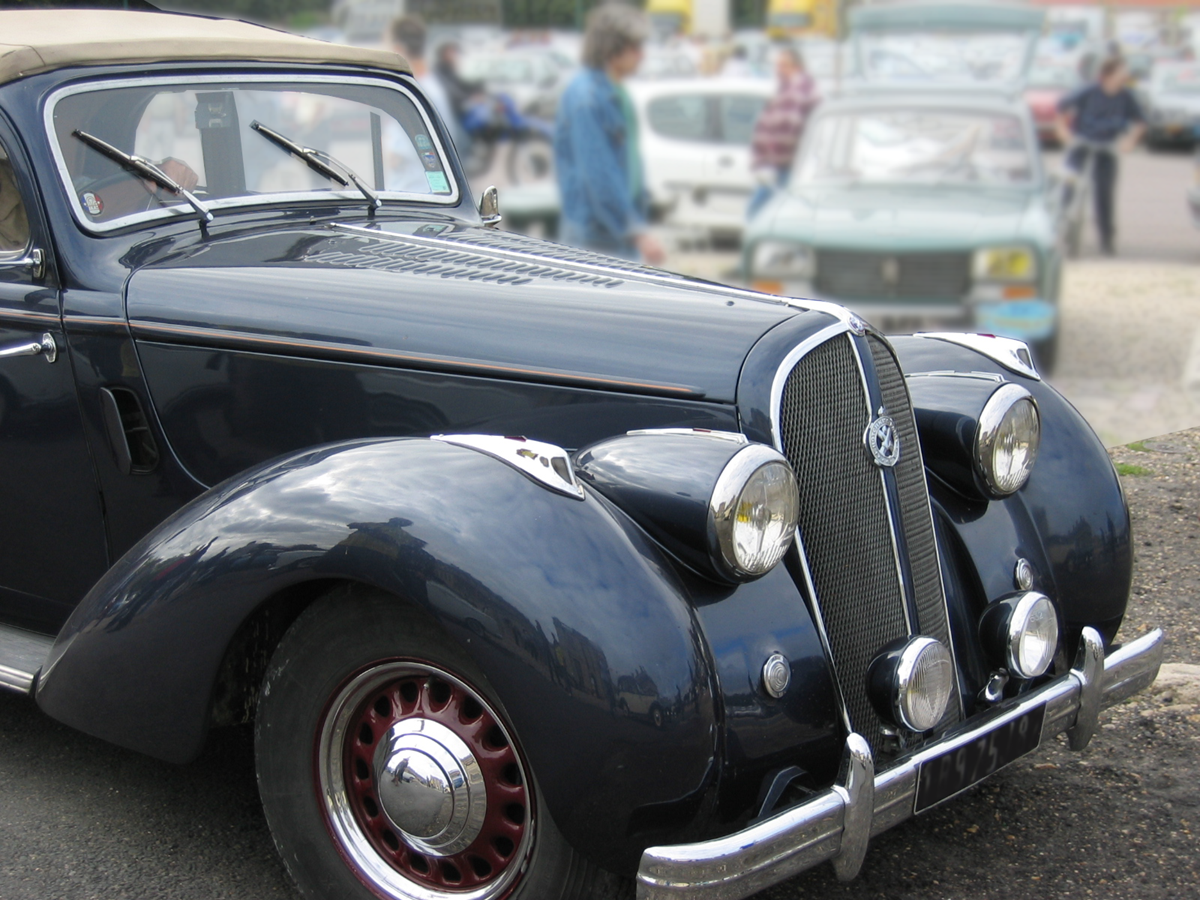
Type Grand Sport 1937

Nel 1951 venne esposta al Salone la Hotchkiss Grégoire, moderna e aerodinamica, ma di produzione difficile e costosa, dotata di molti elementi in alluminio, trazione anteriore e motore a cilindri contrapposti, non aveva punti in comune con il resto della gamma Hotchkiss. Soltanto 247 ne saranno prodotte, peggiorando le difficoltà finanziarie di Hotchkiss. Dopo la fusione con Delahaye, Hotchkiss abbandonò la produzione di autovetture da turismo. L'ultimo modello, la Monceau carrozzata da Chapron, non sarà prodotto al di là di qualche unità.
Le fabbrica continuò però a costruire autofurgoni e camioncini fino al 1969 con il nome di "Hotchkiss", e jeep con il nome di Hotchkiss-Delahaye. La società diventerà poi Hotchkiss-Brandt nel 1956, Thomson-Brandt nel 1966 e infine Thomson-CSF nel 1968.

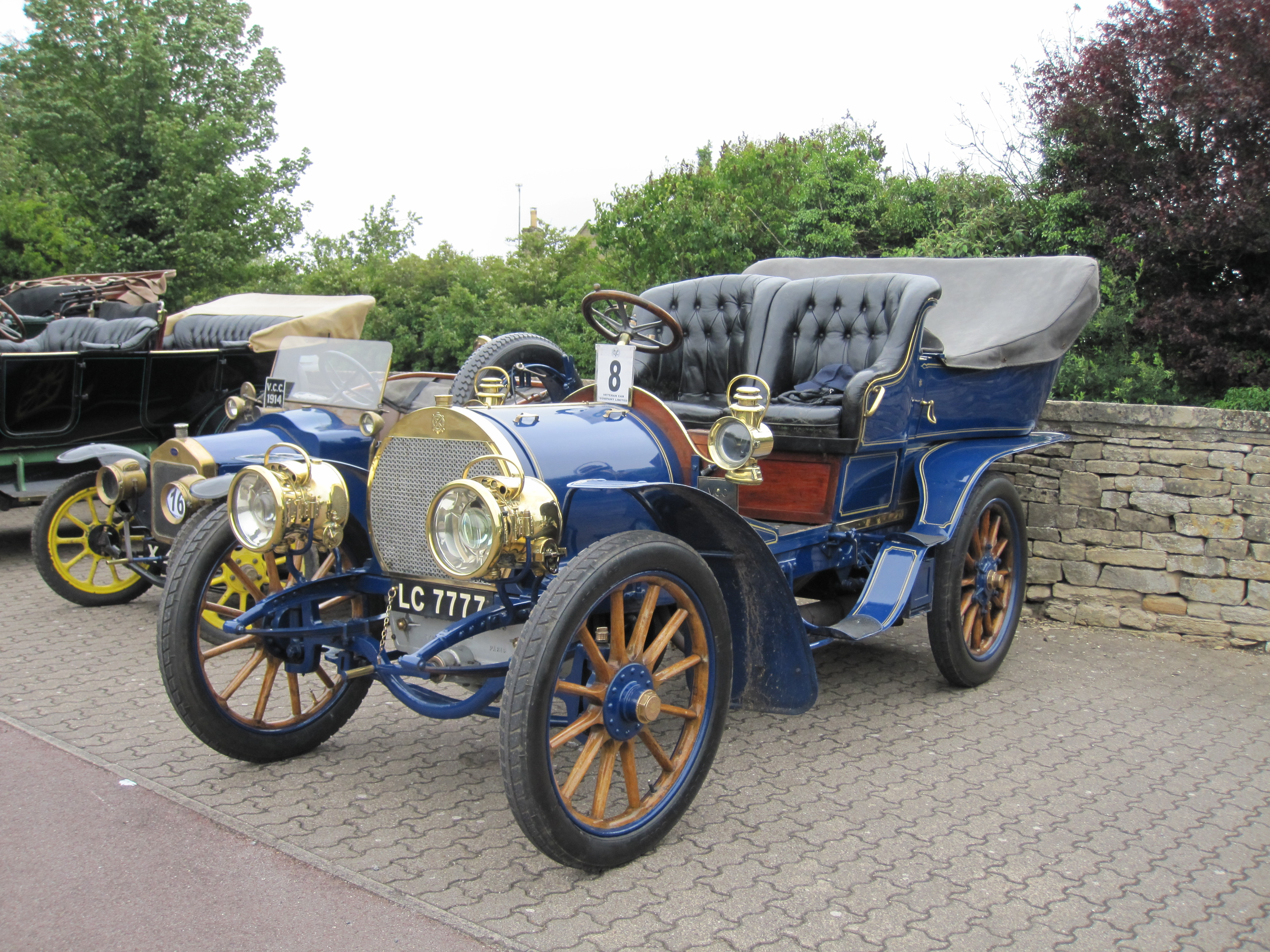
Hotchkiss 20CV
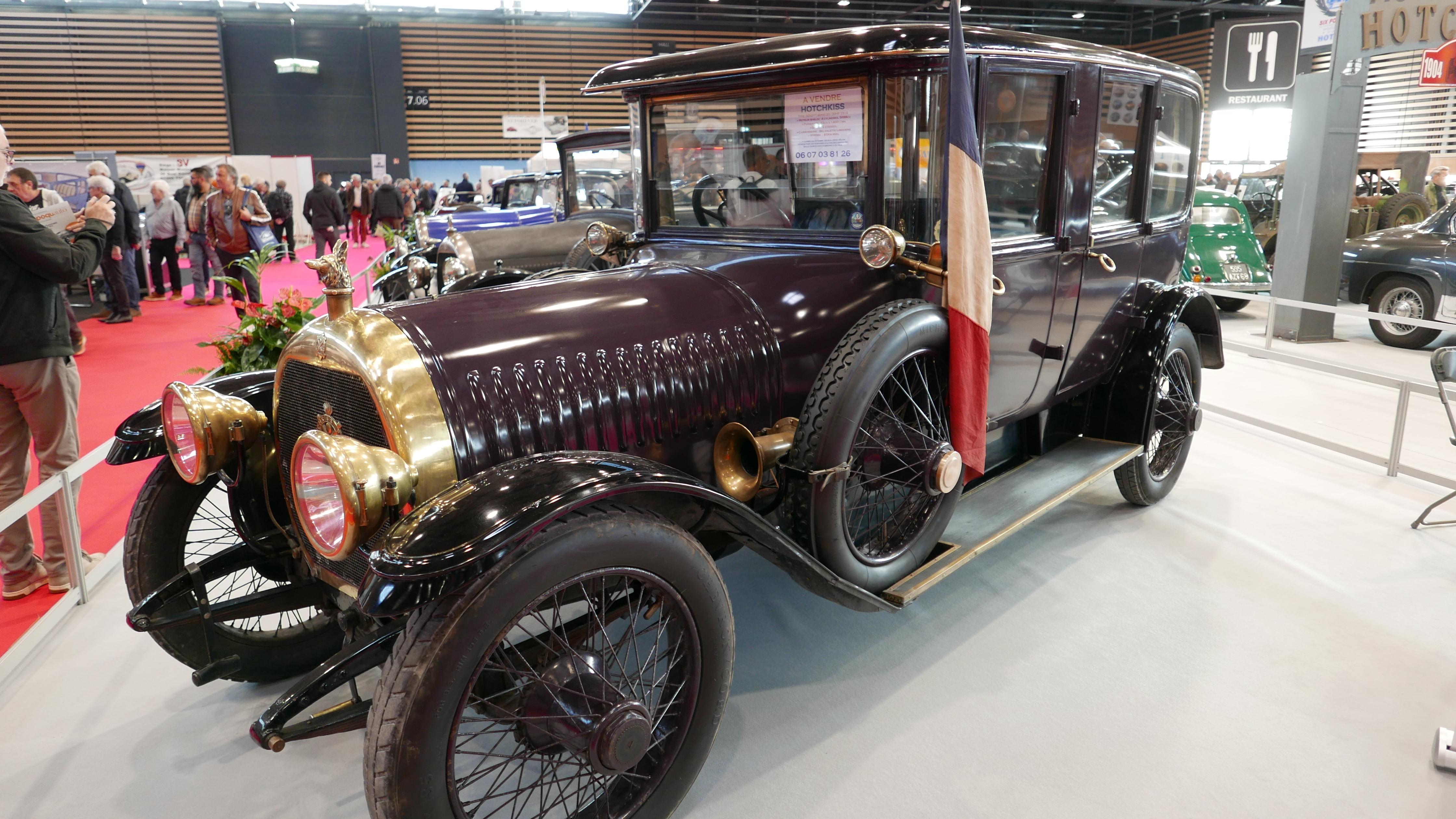
Hotchkiss AD
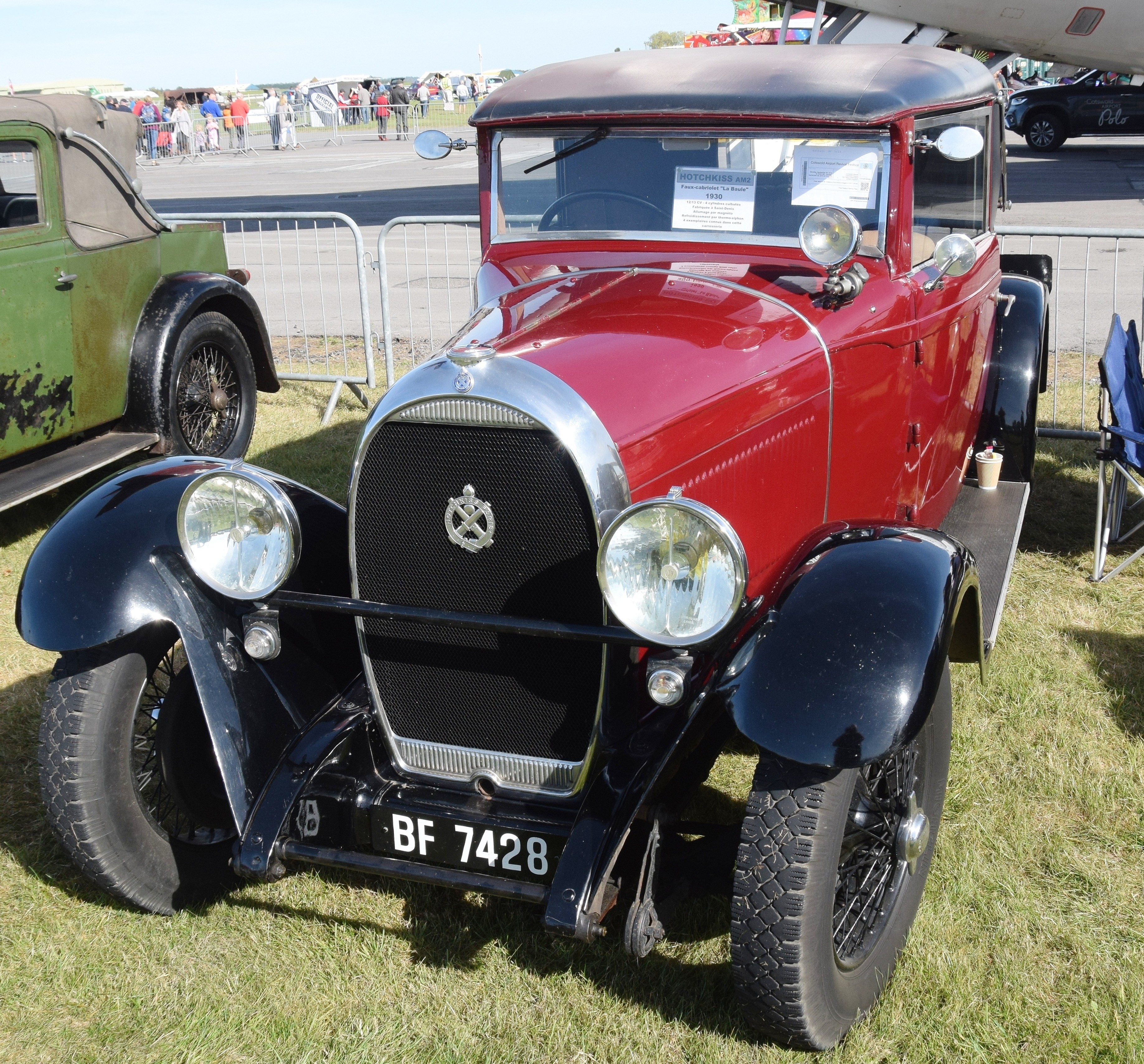
Hotchkiss AM2
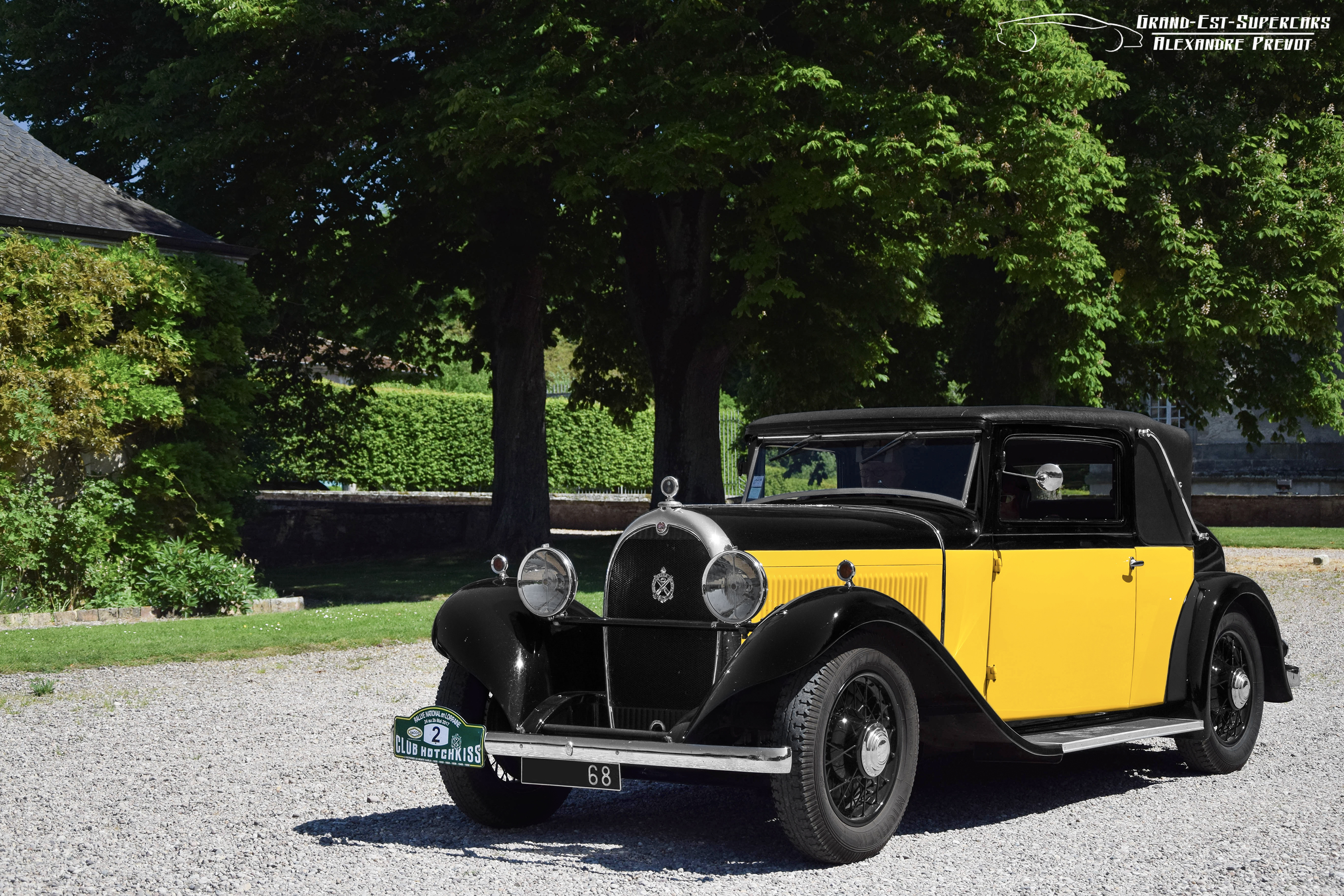
Hotchkiss AM80
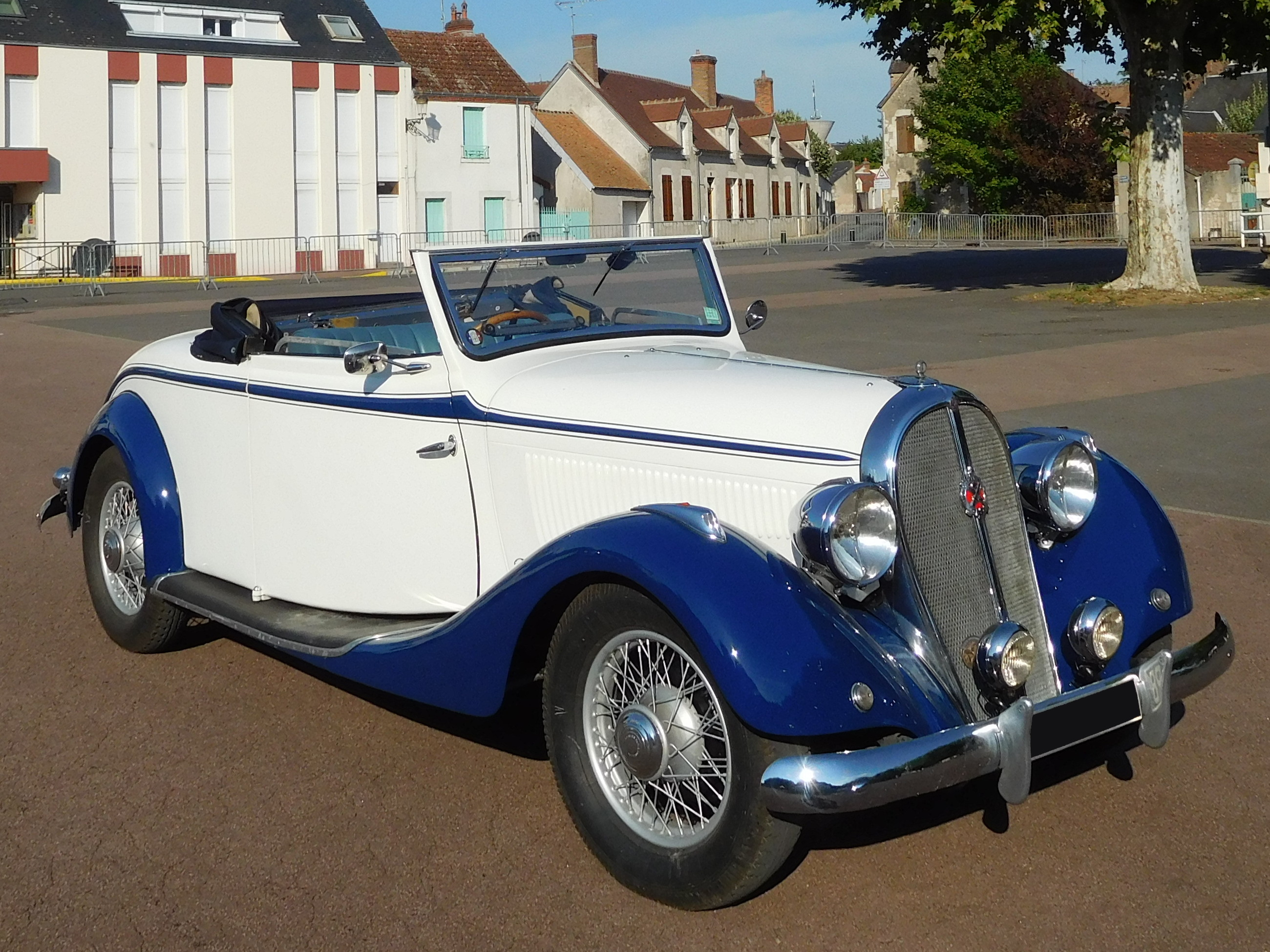
Hotchkiss 617 Roadster Hossegor
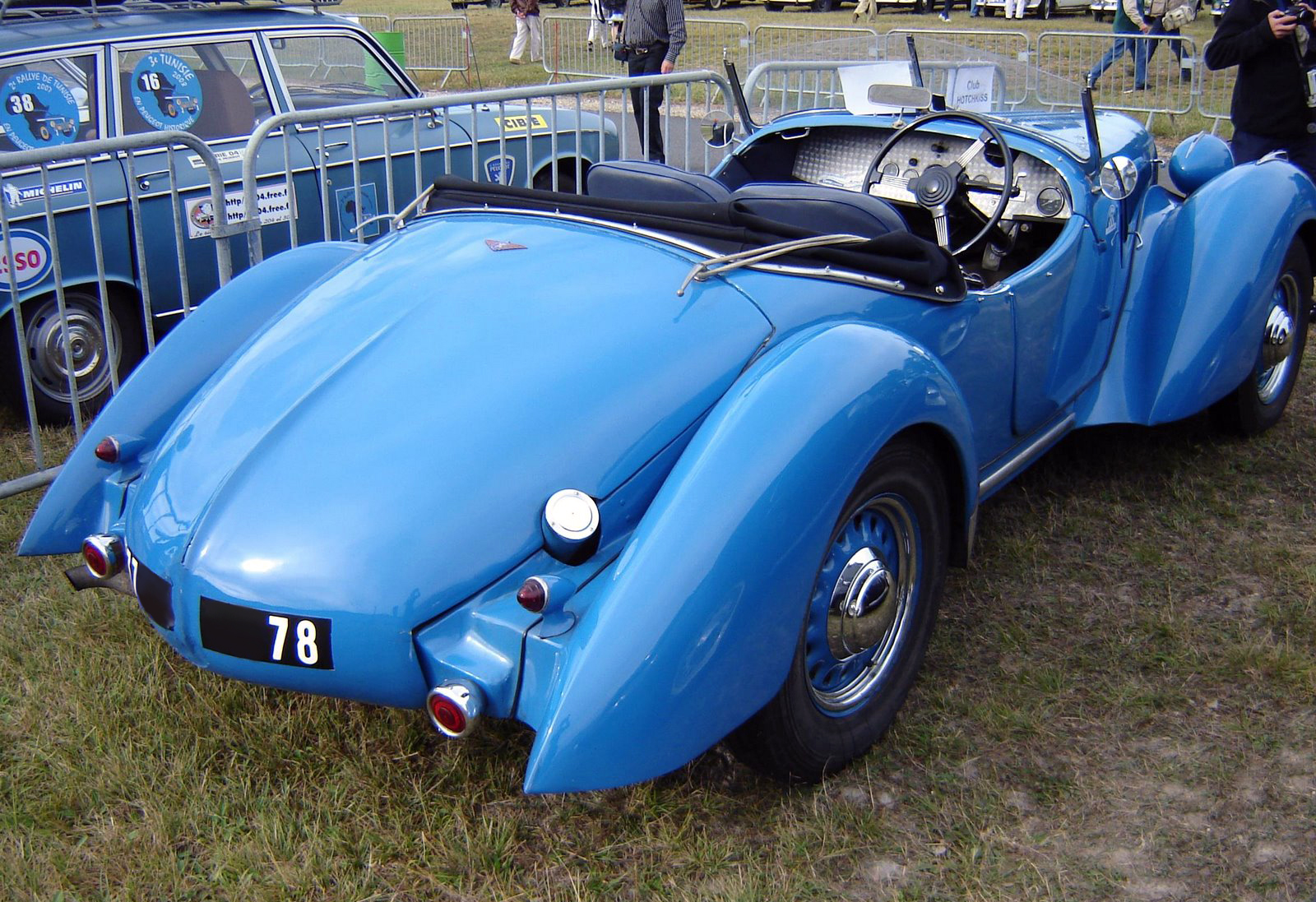
Hotchkiss 864 Roadster
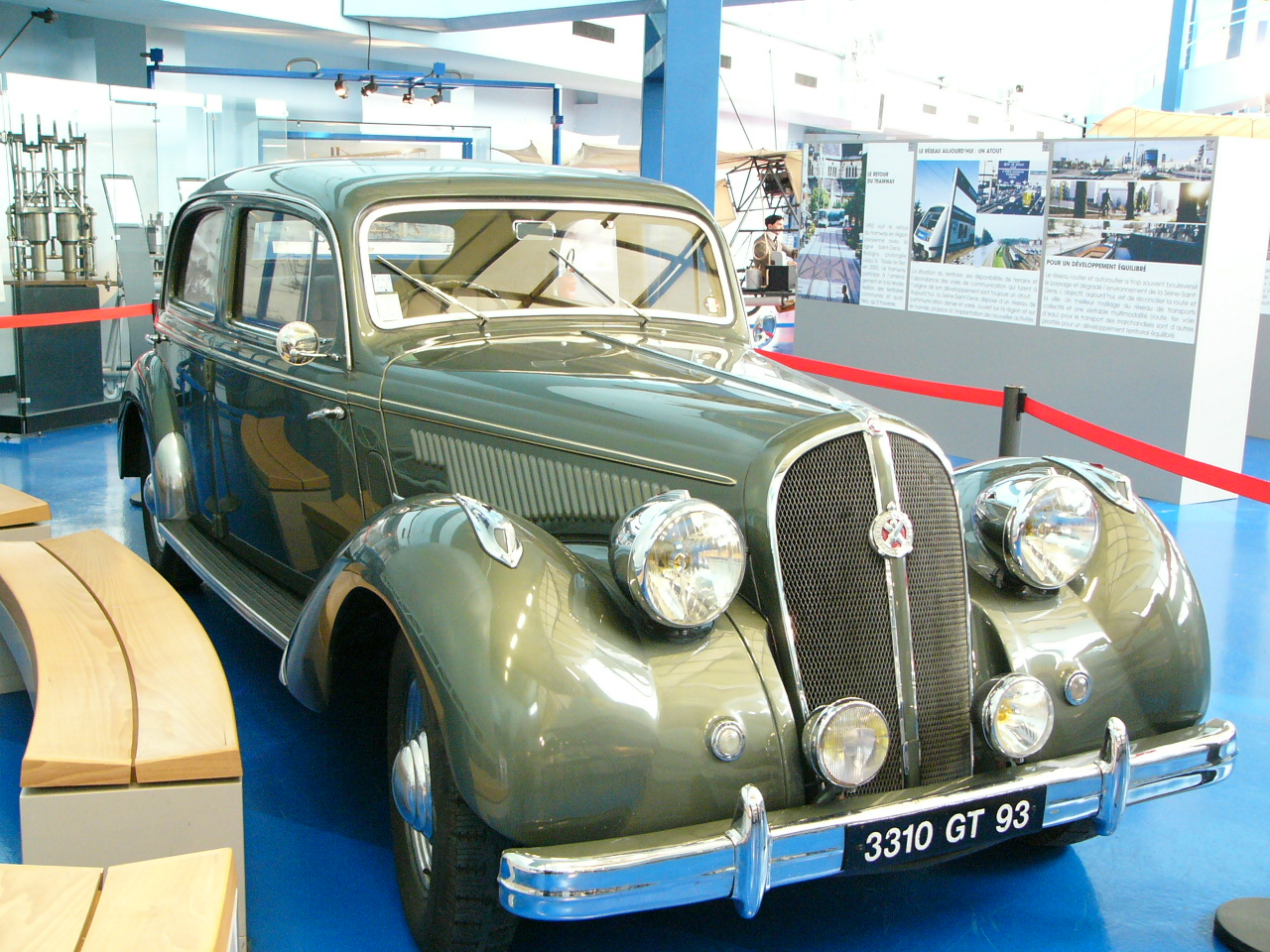
Hotchkiss 686
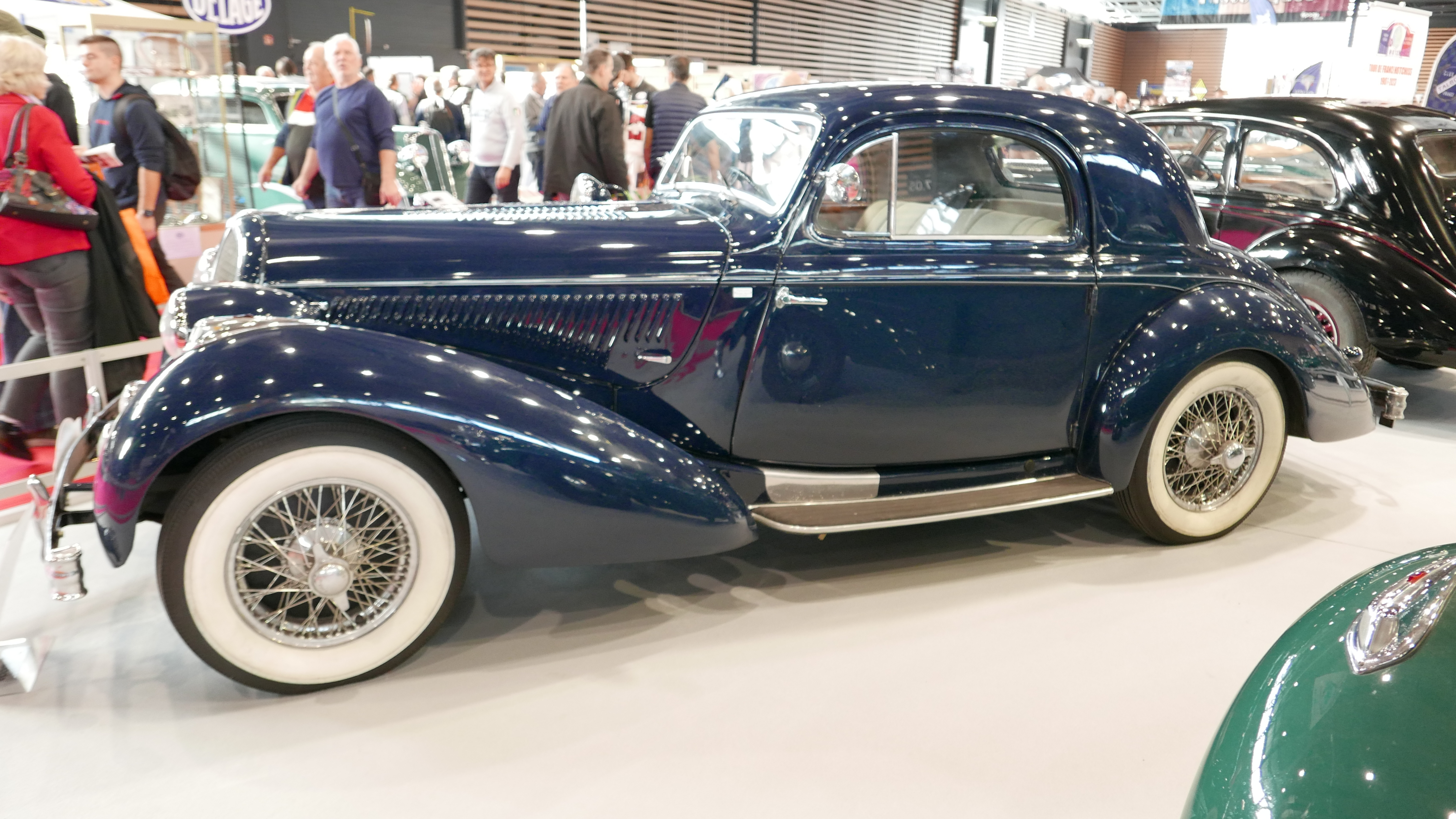
Hotchkiss 686 GS
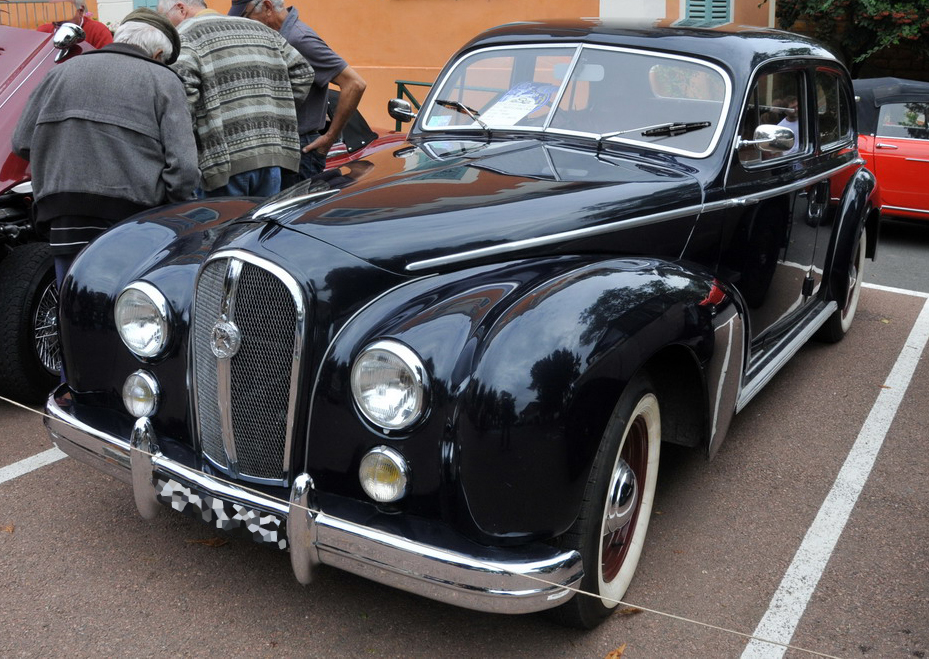
Hotchkiss Anjou
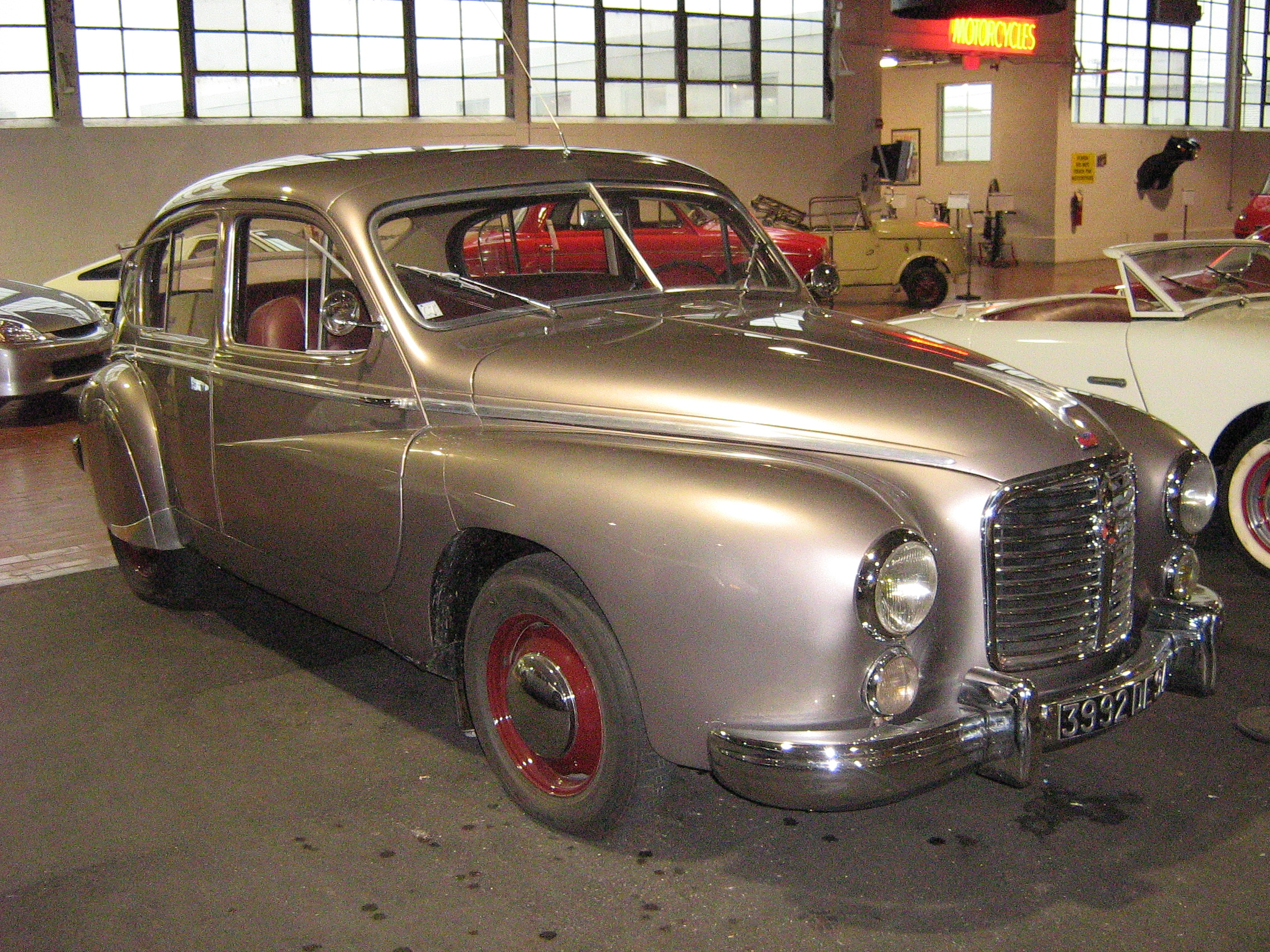
Hotchkiss Grégoire
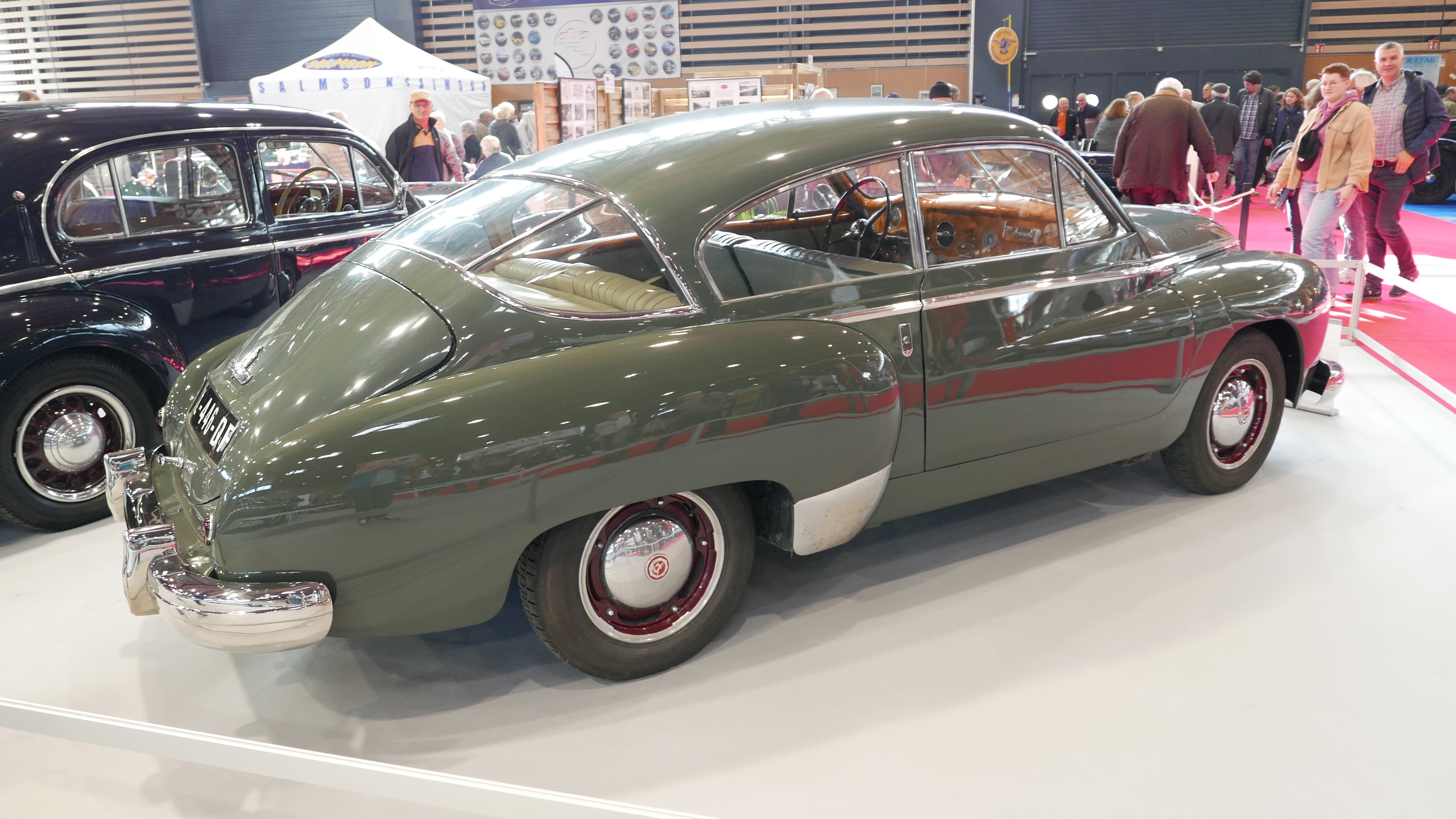
Hotchkiss Grégoire Coupé
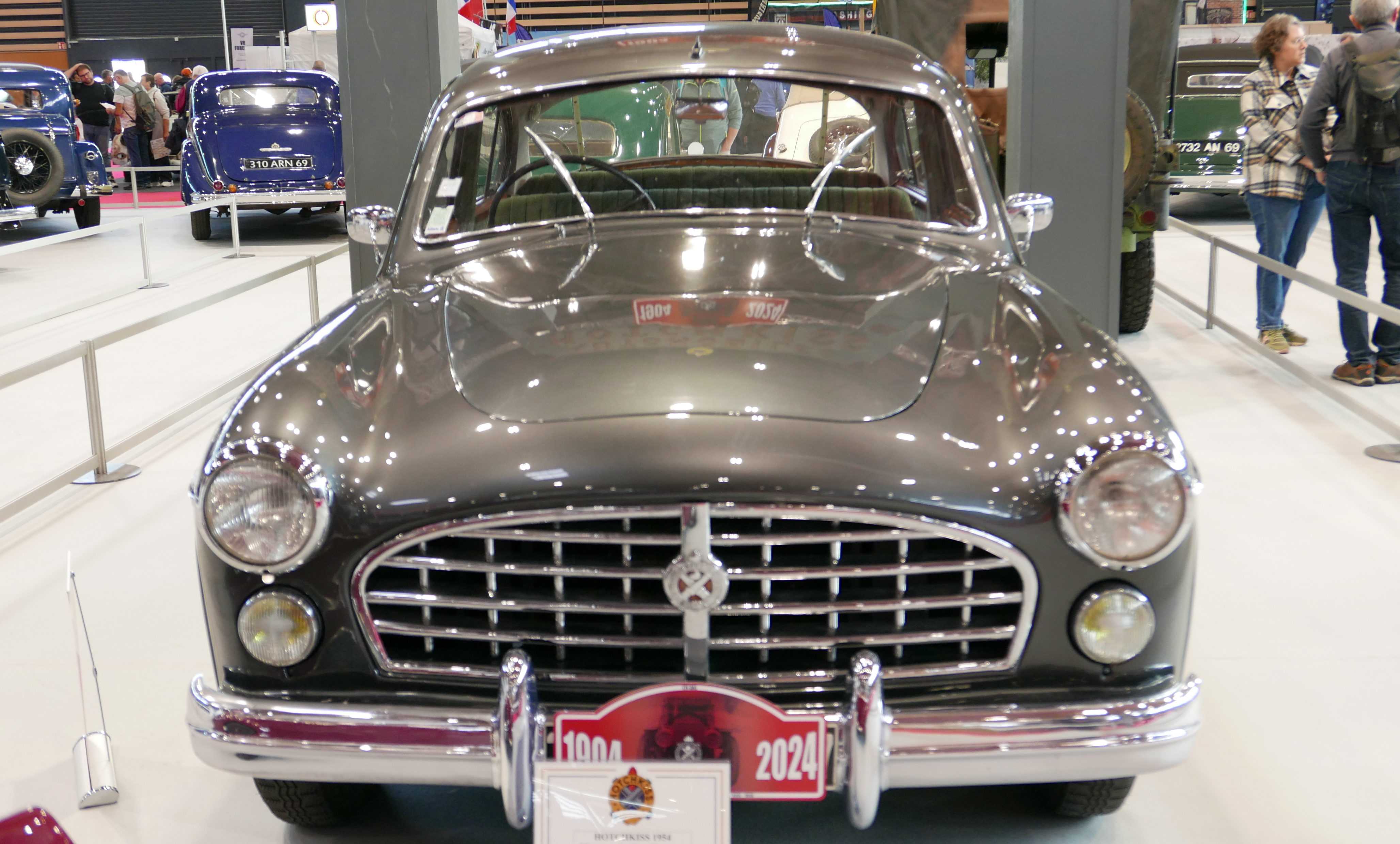
Hotchkiss Monceau

## Veicoli militari
- Carro armato Hotchkiss H35, H38, H39.

## Hotchkiss e la Jeep
- Nel 1946, Hotckiss s'associò con la Willys-Overland Export Corporation, per la vendita e la diffusione in Francia della Jeep CJ 2A poi CJ 3A.
- Il 16 giugno 1952, Willys concedette a Hotchkiss la licenza di fabbricazione e di commercializzazione dei pezzi di ricambio per i mercati militari e civili, e dopo la licenza della costruzione di ogni tipo di veicoli prodotti da Willys-Overland. Il primo modello montato fu la JH101.
- Il 29 luglio 1954, Hotchkiss assorbì la casa automobilistica Delahaye e la sua filiale Delage.
- 1955, produzione a Saint Denis della Jeep francese, quasi identica all'originale, commercializzata come Hotchkiss M 201.
- 1956, fusione di Hotchkiss con la Société Nouvelle Brandt.
- 1961, creazione della Thomson-Houston Hotchkiss-Brandt.
- 1966, fine della produzione.
- 2000, le ultime jeep Hotchkiss-Brandt M201 - 24 V sono riformate.